# 定常集合
数学、特に集合論やモデル理論において定常集合（ていじょうしゅうごう、英: stationary set）という言葉には少なくとも三つの異なる意味がある。:

## 古典的な意味付け
{\displaystyle \kappa \,}を非可算な共終数を持つ基数とするとき、部分集合{\displaystyle S\subset \kappa \,}が{\displaystyle \kappa \,}の
いかなるclub集合とも交わるならば、{\displaystyle S\,}を{\displaystyle \kappa \,}内の定常集合という。
定常でない集合は非定常集合という。
{\displaystyle S\,}が定常で{\displaystyle C\,}がclubなら、その共通部分{\displaystyle S\cap C\,}はまた定常である。
それは、{\displaystyle D\,}をclub集合とすると{\displaystyle C\cap D\,}はclub(二つのclub集合の共通部分はclub)であり、
{\displaystyle (S\cap C)\cap D=S\cap (C\cap D)\,}は空でない集合となる。
ゆえに、{\displaystyle (S\cap C)\,}は定常である。
非可算な共終数に制限したのは無意味なものを避けるためである。{\displaystyle \kappa }の共終数が可算であったとして、
{\displaystyle S\subset \kappa }が{\displaystyle \kappa }内で定常であるのは{\displaystyle \kappa \setminus S}が
{\displaystyle \kappa }内で有界であることと同値である。
特に、{\displaystyle \kappa }の共終数が
{\displaystyle \omega =\aleph _{0}}であるなら任意の二つの{\displaystyle \kappa }の定常集合の共通部分は定常である。
これは{\displaystyle \kappa }の共終数が非可算なときは起こらない。
実際、{\displaystyle \kappa }を正則基数で{\displaystyle S\subset \kappa }をその中の定常集合とすると、{\displaystyle S}は{\displaystyle \kappa }個の互いに交わりのない定常集合に分割できる。この結果はロバート・ソロヴェイによるもので、{\displaystyle \kappa }が後続型基数のとき、
このことはスタニスワフ・ウラムによって、
いわゆるウラム行列(Ulam matrix)と呼ばれるものを使って容易に示された。

## イェフによる意味付け
{\displaystyle [X]^{\lambda }}の部分集合にも定常集合の概念は定義される。
ここで、{\displaystyle [X]^{\lambda }}は{\displaystyle [X]^{\lambda }=\{Y\subset X:|Y|=\lambda \}}のことである。
{\displaystyle S\subset [X]^{\lambda }}が定常であるとは、前者と同様にSが全てのclub集合と交わることをいう。
{\displaystyle [X]^{\lambda }}の部分集合がclubであるとは、{\displaystyle \subset }の下で非有界かつ、
{\displaystyle \lambda }以下の長さの鎖の合併の下で閉じていることをいう。
この二つの定常集合の概念は一般には異なるが、{\displaystyle X=\omega _{1},\lambda =\aleph _{0}}とすると
{\displaystyle S\subset [\omega _{1}]^{\omega }}が定常であることと、
{\displaystyle S\cap \omega _{1}}が{\displaystyle \omega _{1}}の中で定常であることは一致する。
フォドアの補題はこの文脈でも同様に流用できる。

## 一般化された意味付け
三つめの意味は、モデル理論的な概念で、一般化された定常性として参照される。
この概念はM. Magidor, M. Foreman, サハロン・シェラハらによるものとされ、ヒュー・ウッディンによって顕著に使用された。
{\displaystyle X}Xを空でない集合とする。{\displaystyle C\subset {\mathcal {P}}(X)}がclubであるとは、
関数{\displaystyle F:[X]^{<\omega }\to X}で{\displaystyle C=\{z:F[[z]^{<\omega }]\subset z\}}を満たすものが存在することを言う。
ここで{\displaystyle [y]^{<\omega }}は{\displaystyle y}の有限部分集合全体による集合のことである。
{\displaystyle S\subset {\mathcal {P}}(X)}が{\displaystyle {\mathcal {P}}(X)}で定常であるとは、Sが{\displaystyle {\mathcal {P}}(X)}の全てのclub集合と交わることを言う。
モデル理論との関連を見る。{\displaystyle M}を対象領域を{\displaystyle X}とする可算な言語上のストラクチャー、
{\displaystyle F}が{\displaystyle M}へのスコーレム関数であるとすると、定常集合{\displaystyle S}は
{\displaystyle M}の初等部分構造をもつ。
実際、{\displaystyle S\subset {\mathcal {P}}(X)}が定常であることは、任意のこのようなストラクチャー{\displaystyle M}に対して、{\displaystyle M}の初等部分構造が{\displaystyle S}に属することと同値である。